# Parlament Katalánska
Parlament Katalánska (katalánsky: Parlament de Catalunya) je nejvyšší jednokomorová zákonodárná instituce autonomního španělského společenství Katalánsko. Jeho historie sahá podle některých historiků až do 11. století, avšak v současné moderní podobě existuje až od roku 1931 s tím, že během frankistické diktatury (1939-1975) v praxi nefungoval. Jeho 135 členů je voleno na čtyřleté funkční období. Volby jsou přímé, rovné a tajné, přičemž volebními obvody jsou 4 provincie Katalánska: Barcelona, Girona, Lleida a Tarragona. Budova parlamentu se nachází v barcelonském parku Parc de la Ciutadella. Tato budova původně sloužila jako vojenský arzenál v Barceloňany nenáviděné pevnosti. Katalánský parlament zde zasedl již roku 1932, instituce se na své místo vrátila i po rehabilitaci v roce 1980.
Řádné parlamentní volby se konaly 27. září 2015. Parlament však na základě výsledků referenda o nezávislosti Katalánska vyhlásil 27. října 2017 nezávislost Katalánské republiky a stal se jejím zákonodárným orgánem. Španělský premiér Mariano Rajoy téhož dne parlament rozpustil a podle španělského práva byl tedy jako parlament autonomního společenství považován za rozpuštěný. Nové volby se konaly 21. prosince 2017, ve kterých zvítězila prošpanělská strana Ciudadanos se 25,4 % hlasů, další tři separatistické strany však získaly dohromady většinu.